# Soco
Nella mitologia greca, Soco (in greco antico: Σῶκος?, Sôkos) è un valoroso guerriero troiano, che prese parte al conflitto della guerra di Troia.

## Mito

### Origini e stirpe
Soco, ritenuto da Omero «mortale divino» e uno dei migliori tra i combattenti schierati dalla parte dei Troiani, era figlio di Ippaso, un personaggio di cui tuttavia non si conosce null'altro se non il nome. Soco aveva anche un fratello germano, chiamato Caropo, il quale, come lui, primeggiava nei combattimenti ed era considerato uno dei guerrieri più forti dell'esercito troiano.

### Morte
Nel corso dei combattimenti che si tennero a Troia nel decimo anno di guerra, Caropo affrontò il feroce eroe acheo, Odisseo, figlio di Laerte, insuperabile nei combattimenti per forza ed astuzia. Il duello durò a lungo, ma alla fine Odisseo ebbe la meglio e trafisse il forte rivale con la sua lancia. Alla vista del fratello morto, Soco, indignato, si precipitò sul suo assassino per vendicarlo, rivolgendo feroci insulti:
(Commento di Soco ad Odisseo. Omero, Iliade, libro XI, versi 430-433. Traduzione di Rosa Calzecchi Onesti.)
Detto questo, gli scagliò addosso la sua lancia, la quale colpì in pieno lo scudo dell'eroe greco, traforandolo; la punta dell'asta trapassò con facilità anche la corazza di Odisseo, stracciandone la pelle e procurandogli una grave ferita. Solo l'intervento di Atena, protettrice giurata dell'eroe, riuscì a salvarlo dalla morte. Rincuorato, Odisseo si rivolse a sua volta contro l'avversario, ricambiandolo con parole crudeli.
Terrorizzato alla vista dell'eroe ancora vivo, Soco perse ogni speranza e si diede alla fuga, ma non fu abbastanza veloce perché Odisseo scagliò a sua volta l'asta, riuscendo a trafiggere il troiano in piena schiena. La punta della lancia fuoriuscì infatti dal petto.
Sprezzante e inorgoglito dall'impresa compiuta, Odisseo rivolse crudeli oltraggi al cadavere di Soco:
(Commento di Odisseo a Soco morente. Omero, Iliade, libro XI, versi 450-455. Traduzione di Rosa Calzecchi Onesti.)
Infine, l'eroe posò un piede sul cadavere del nemico e con forza trasse fuori l'asta che gli aveva conficcato. Ma ben presto, egli si accorse di non potere più combattere, a causa della grave ferita procuratagli dall'avversario, cosicché egli abbandonò la battaglia e ritornò nella sua tenda per farsi curare.

### Fonti
- Omero, Iliade, libro XI, versi 428-457.

### Traduzione delle fonti
- Rosa Calzecchi Onesti, Omero. Iliade, seconda edizione, Torino, Einaudi, 1990, ISBN 978-88-06-17694-5.